# Вињанело
Вињанело (итал. Vignanello) је насеље у Италији у округу Витербо, региону Лацио.
Према процени из 2011. у насељу је живело 4326 становника. Насеље се налази на надморској висини од 383 м.

## Становништво
Према резултатима пописа становништва 2011. у општини је живело 4.826 становника.
| 1931. | 1936. | 1951. | 1961. | 1971. | 1981. | 1991. | 2001. | 2011. |
| ----- | ----- | ----- | ----- | ----- | ----- | ----- | ----- | ----- |
| 5.157 | 5.371 | 5.878 | 5.691 | 5.133 | 4.880 | 4.724 | 4.705 | 4.826 |